# Idol (Yoasobi-Lied)
Idol (アイドル Aidoru) ist ein Lied des japanischen Duos Yoasobi, das im April 2023 als Musikdownload und Stream veröffentlicht wurde. Im Mai erschien eine englischsprachige Version des Liedes mitsamt Musikvideo. Das Stück ist auch auf der im Oktober desselben Jahres veröffentlichten EP The Book 3 zu finden. Bei dem Lied handelt es sich um den musikalischen Vorspann zur ersten Staffel der Anime-Fernsehserie Oshi no Ko, deren erste Episode am 12. April 2023 im japanischen Fernsehen ausgestrahlt wurde. Das Stück wurde von Ayase geschrieben und produziert. Es basiert auf einer Kurzgeschichte des Oshi-no-Ko-Mangakas Aka Akasaka und beschreibt aus verschiedenen Blickwinkeln die zwiespältige Natur eines Idols in der Unterhaltungsbranche anhand des fiktiven Charakters Ai Hoshino. Musikalisch ist Idol dem J-Pop zuzuordnen, weist aber auch Elemente aus dem Hip-Hop, des Trap sowie der koreanischen Popmusik auf. Zum Einsatz kommen im Lied überdies ein gospelartiger Chorgesang in englischer Sprache, ein Breakdown sowie ein Drop.
Das Lied avancierte zu einem internationalen Hit und konnte sich in mehreren internationalen Singlecharts platzieren, darunter in Singapur und Südkorea sowie in den Billboard-Charts in Hongkong, Taiwan und Malaysia. In den weltweiten Billboard Global 200 erreichte das Stück Platz sieben. Es ist zudem das erste japanischsprachige Werk, das die Spitze der Billboard Global (ohne US-Charts) erreichen konnte. Idol brach mehrere Rekorde auf dem japanischen Musikmarkt. Laut der International Federation of the Phonographic Industry belegte es Platz 19 der weltweit kommerziell erfolgreichsten Singles des Jahres 2023. Idol erhielt Auszeichnungen bei den MTV Video Music Awards Japan sowie Nominierungen bei den Newtype Anime Awards und den Anime Trending Awards. Ayase wurde bei den Japan Record Awards für das Lied mit dem Komponistenpreis bedacht. In Japan wurde das Stück mehrfach mit Platin bzw. mit Diamant ausgezeichnet.

## Entstehungsgeschichte und Produktion

Schriftzug von Oshi no Ko

Die Produktion einer Anime-Fernsehserie zu Aka Akasakas Mangareihe Oshi no Ko wurde im Juni 2022 bekanntgegeben. Im Februar 2023 teilte das Anime-Produktionsteam mit, dass das Musikduo Yoasobi mit der Erarbeitung des Liedes für die Vorspannsequenz der Fernsehserie beauftragt wurde. Der Liedtext basiert auf einer von Aka Akasaka geschriebene Kurzgeschichte, deren Handlungsstrang 16 Jahre nach dem Tod der Figur Ai Hoshino angesiedelt ist und aus der Perspektive eines namentlich unbekannten ehemaligen Mitglieds von deren Gruppe B-Komachi geschrieben wurde.
Musikproduzent Ayase berichtete in einem Interview mit Takuto Ueda von Billboard Japan, dass er bereits eineinhalb Jahre zuvor die Idee hatte, ein Lied basierend auf die Mangareihe zu schreiben und auch bereits eine Demoversion produziert habe. Diese Demo wurde nach der Ankündigung, dass Yoasobi die Musik für die Vorspannsequenz der Animeserie schreiben und einspielen sollte, in das neu komponierte Stück integriert. Die Demoversion war, laut Ayase, fast identisch mit der finalen Version des Liedes. Das Angebot, die Vorspannmusik für die Anime-Umsetzung schreiben zu dürfen, bezeichnete Ayase in einem Interview mit Patrick St. Michel von der Japan Times als Schicksal:

“I was a fan of ‘Oshi No Ko,’ the manga, well before this offer came […] I actually created a demo inspired by it a couple of years ago, so it was kind of like fate when they reached out to us.”

„Ich war Fan von Oshi no Ko, bevor das Angebot reinkam […] Tatsächlich hatte ich vor ein paar Jahren ein davon inspiriertes Demo angefertigt, also fühlte es sich fast schicksalshaft an, als man uns kontaktierte.“

Gegenüber Billboard Japan erklärte Ayase, dass er das Werk ursprünglich nicht als Yoasobi-Lied geplant habe und stattdessen als Vocaloid-Stück veröffentlichen wollte. Beim Erarbeiten der Lieder für Yoasobi greift Ayase unter anderem auf die Software und Stimmdatenbank Vocaloid zurück, um ein musikalisches Gerüst aufzubauen. Auch bei der Entstehung der Demoaufnahme von Idol nutzte Ayase die Stimmdatenbank und verwendete dabei die Stimme von Hatsune Miku.
In seinen Notizen aus der Zeit der ersten Demoversion habe gestanden: „ein Mädchen, das eine unglaublich starke Kämpferin ist“. Seine mentale Vorstellung zu dem Lied sei sehr vage gewesen: „eine unerreichte Kämpferin mit einer dunklen Seite.“ Aus diesem Thema sei schließlich „das unübertreffbare Idol“ geworden, und der Refrain, in dem unter anderem vom „ultimativen Idol“ die Rede ist, habe ursprünglich von „ultimativen Geheimtechniken“ handeln sollen. Deshalb, so Ayase, habe der Titel des Liedes anfangs 究極の奥義 Kyūkyoku no ōgi („Kern der Vollendung“, englisch Ultimate Secret Techniques) lauten sollen.
Ursprünglich wollte Ayase Ai Hoshino als Hauptprotagonistin in diesem Lied porträtieren. Als in Gesprächen mit Akasaka über die Erzählperspektive diskutiert wurde, habe er verstanden, dass Ai aufgrund ihres unbekannten wahren Wesens als ultimatives Idol betrachtet wurde. Aus diesem Grund habe Ayase das Lied so geschrieben, dass es den mysteriösen Flair Hoshinos erhalte. Beim Produzieren des Werkes ließ Ayase seine Vorliebe Hip-Hop und zum Trap, besonders der Atlanta-Spielweise, einfließen.
Ikura erzählte einem Interview mit JX Soo vom englischsprachigen New Musical Express, dass sie mit „dem Selbstvertrauen, das süßeste Idol der Welt zu sein“ und dem „Mindset auszudrücken, wie ein Idol zu singen“ an die Gesangsaufnahmen herangehen musste. Für sie stellte das Ausdrücken dieser „abweichenden und süßen Stimme“ eine große Herausforderung dar. In einem Interview mit Osamu Hayashi im Rahmen eines zweistündigen Specials der Fernsehsendung Nichiyōbi no Hatsumimi-gaku des Fernsehsenders TBS wurde offenbart, dass die Gesangsaufnahmen rund zehn Stunden gedauert haben und mehrere Anläufe notwendig wurden.

## Komposition

### Musik
Komponiert und geschrieben wurde das Lied von Ayase. Die Haupttonart des Liedes ist Cis-Dur, die Taktart ist ein 4⁄4-Takt und weist ein Tempo von 166 Bpm auf. Das Lied wird als ein Popsong beschrieben, welcher einen gothic-artigen Kirchengesang aufweist. Der englischsprachige Text für den gospelartige Chorgesang, der im Hintergrund des Liedes zu hören ist, wurde von Konnie Aoki geschrieben. Beim Erarbeiten des Liedes fokussierte sich Ayase zunächst auf die Schlagzeug-, Piano- und Gesangspassagen. Mit jedem Fortschreiten wurden weitere musikalische Elemente der Komposition hinzugefügt. Im Lied sind Gangshouts, die von der Breakdance-Gruppe Real Akiba Boyz eingesungen wurden, zu hören. Auch verarbeitete das Duo in dem Stück einen Breakdown, ein musikalisches Stilmittel, das aus dem Hardcore Punk stammt. Im Bezug auf die Soundproduktion sagte Ayase, dass er „starke Lows wie Ghostemane“ wollte. Als Yoasobi Ende 2022 ein Konzert in Indonesien spielten, sah Ayase den Rapper Rich Brian und war dessen Auftritt so begeistert, dass er dem Lied einen Drop hinzufügte.
Laut Motohiko Tokuriki basiert das Lied eindeutig auf Hip-Hop-Elementen anstelle der konventionellen J-Pop-Formel. Getrieben wird das Lied von einem fröhlich-poppigen und einem idoltypischen Bubblegum-Klang, weist dabei mehrere schwindelerregende Übergänge und eine komplizierte Liedstruktur auf, wie einen Trap-artigen Rap oder einen elektronisch klingenden Refrain. Dem Lied wird eine „beinahe grausame“ Schärfe attestiert, die durch den fröhlich-poppigen Klang gedämpft werde. In einem Interview mit dem monatlich erscheinenden Da-Vinci-Magazin vom 25. Mai 2023 erklärte Ayase, dass er beim Komponieren Idol ursprünglich düsterer werden lassen wollte. So plante er zunächst, die Rap-Parts ernsthafter darzustellen, wovon er aber im Verlauf der Erarbeitung des Liedes letztendlich abwich. Im Nachhinein sei das Lied besser geworden als er anfangs gedacht hat. Hwang Sun-up merkte in seinem Artikel für die Zeitung Shūkan Bunshun an, dass das Lied im Bezug auf Klang und Komposition „viele Elemente des K-Pop reflektiere“ und nannte die Lieder How Do You Like That von Blackpink für das Intro und O.O von Nmixx für die gemischte Liedstruktur als musikalische Referenzen.

### Textvorlage45510
Der Liedtext basiert auf der Kurzgeschichte 45510 von Aka Akasaka. Der Titel der Kurzgeschichte ist eine Referenz auf das Passwort von Ais Mobiltelefon, dessen Zahlenkombination für die Initialen der Gründungsmitglieder von B-Komachi – Takamine, Nino, Ai und Watanabe – stehen. Bei der Eingabe auf der Telefontastatur steht jede Zahl für ein Hiragana-Schriftzeichen: ta (た) für die 4, ni (に) für 55, a (あ) für 1 und wa (わ) für 0.
Die Geschichte, die 16 Jahre nach Ais Tod spielt, ist aus der Perspektive eines nicht namentlich erwähnten Mitglieds der früheren Idol-Gruppe B-Komachi aus Mein*Star geschrieben, die einen Monolog mit sich selbst führt. Eines Tages findet sie zufällig ein aufgezeichnetes Video von einem Livestreaming-Event, bei dem Ai mit ihren Fans spricht. Aus Sicht der Erzählerin wirkte Ai in dieser Videoaufzeichnung wie eine Lügnerin. Während des Betrachtens des Videos denkt sie an ihre Vergangenheit zurück und gibt zu, auf Ai eifersüchtig gewesen zu sein.
Als das Video zu Ende geht und kein weiteres Material aufgefunden werden kann, versucht die Erzählerin, sich mit dem Passwort 45510 auf dem inoffiziellen Blog der Idol-Gruppe anzumelden. Dort findet sie einen unveröffentlichten Artikel Hoshinos, in der diese über ihre schlechten Gefühle schrieb und über den Wunsch, wieder so zu sein wie vor ihrer Karriere. Die unbekannte Erzählerin beschließt, den unveröffentlichten Post zu löschen, damit niemand etwas von Ais schwacher Seite findet. Obwohl sie Hass für Hoshino empfindet, respektiert sie diese als das „ultimative und perfekte Idol.“
Die Kurzgeschichte wurde einen Tag nach der Ausstrahlung der ersten Episode der Anime-Fernsehserie zunächst online auf der Webseite des Shūkan Young Jump veröffentlicht. Eine gedruckte Ausgabe liegt als Poster-Inlay der CD- und Vinyl-Veröffentlichung des Liedes bei.

### Liedtext

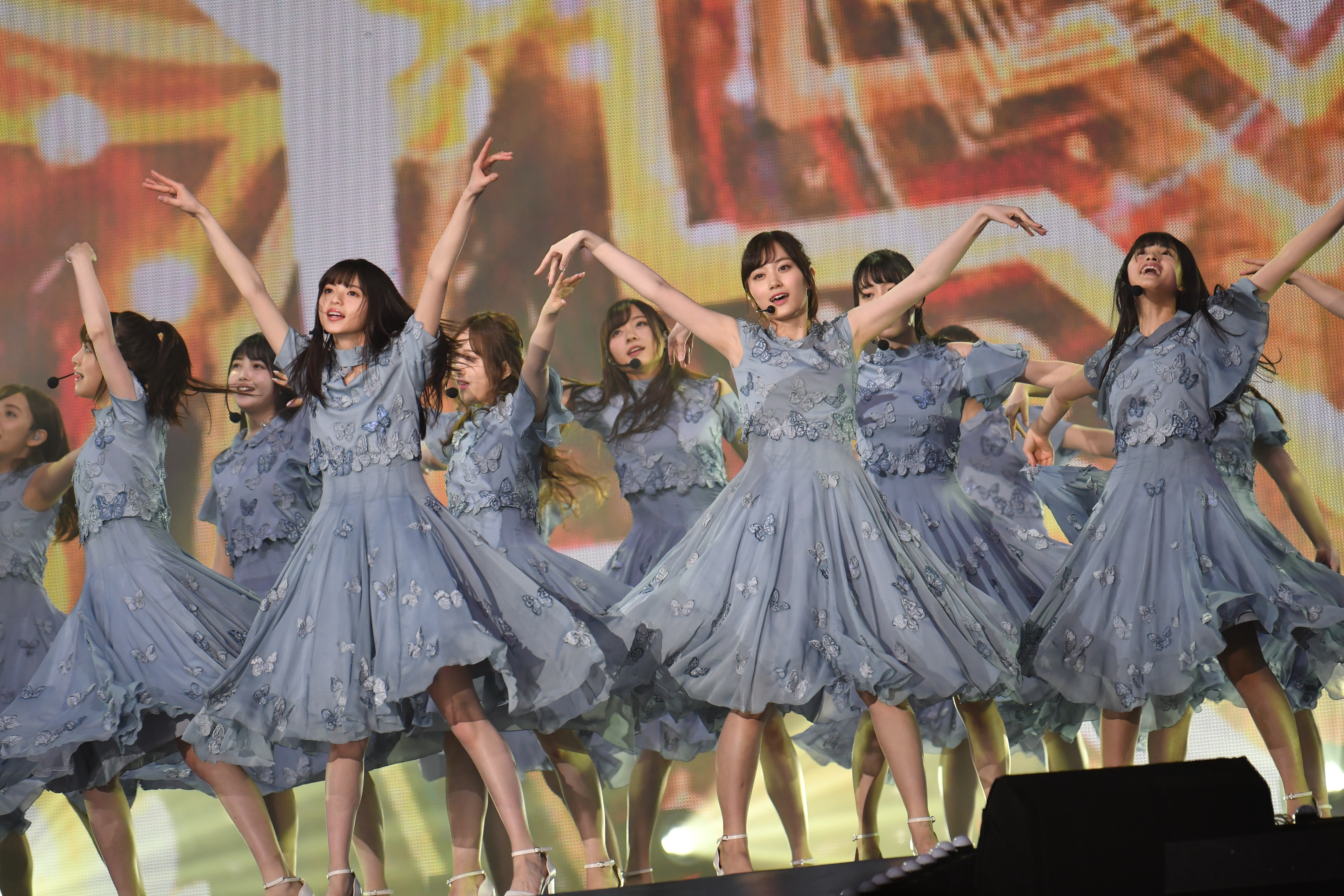
Idol beschreibt das falsche Selbst innerhalb der Idol-Industrie (hier im Bild: Nogizaka46).

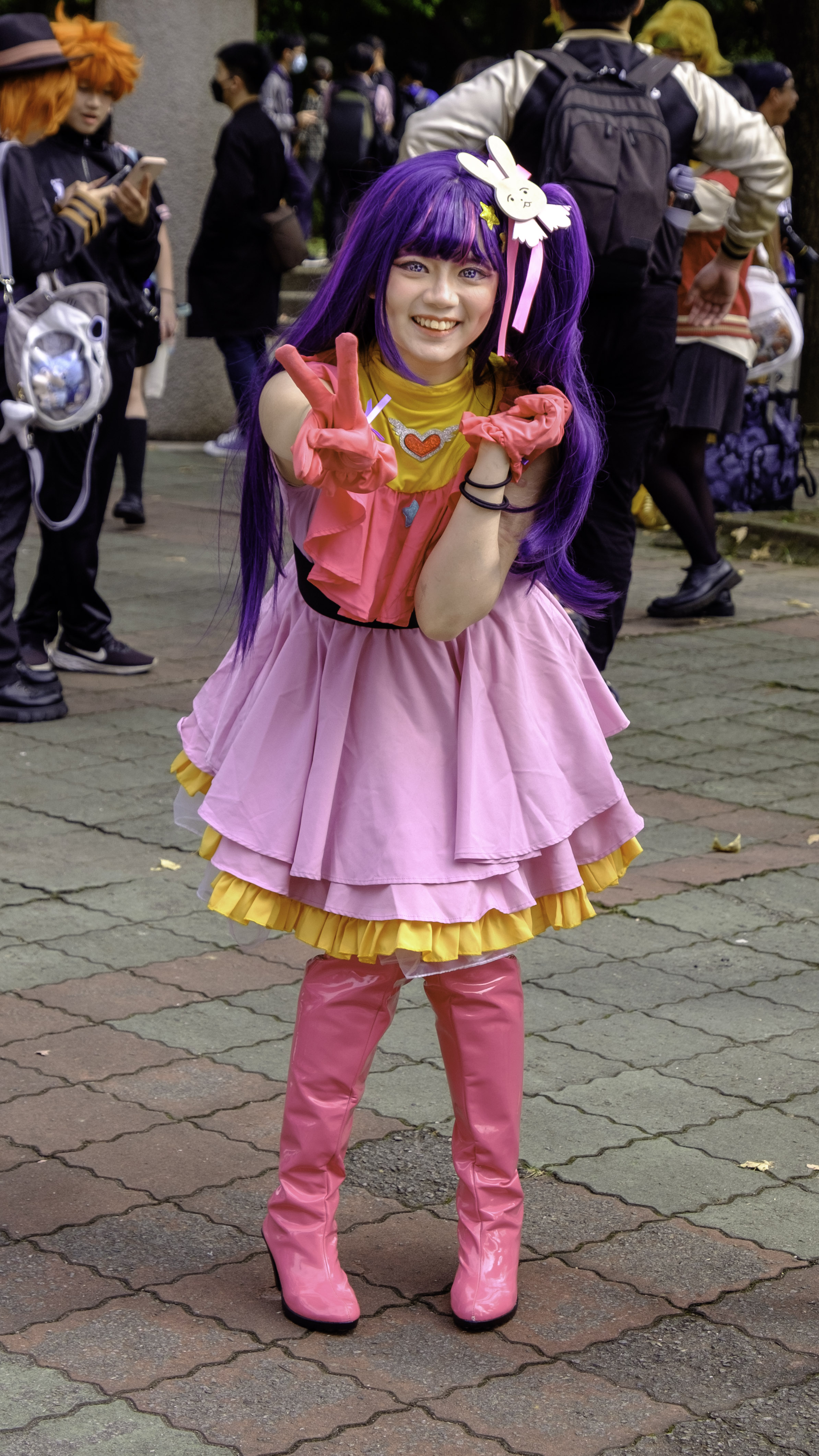
Cosplayerin Alia Han als Ai Hoshino, 2023.

Der Liedtext ist aus verschiedenen Erzählperspektiven geschrieben. Während die erste Hälfte des Textes Ai aus der Sicht einer dritten Person beschreibt, wurde die zweite Hälfte des Liedes aus Ais eigener Sicht geschrieben.
In einem Interview mit Billboard Japan bezeichnete Ayase die Existenz von Aqua und Ruby – Ais Kinder – als Schlüssel. Die beiden spielten beim Schreiben des Liedtextes eine wichtige Rolle. Ayase erklärte, dass Ai immer in Erinnerung bliebe, wenn das Lied ihre Gedanken, ihre Liebe zu ihren Kindern und ihr weiteres Schicksal aufgreifen würde. Der Liedtext beschreibt die zwiespältige Natur von Personen in der Unterhaltungsindustrie, vor allem Idols, wobei die Grausamkeit der Industrie durch den fröhlich-poppigen Klang des Liedes kaschiert wird. Dabei werden die Passagen, die aus der Sichtweise der dritten Person geschrieben wurden, teilweise aus der Sicht von Fans, den Medien und den Mitgliedern von B-Komachi wiedergegeben. Die Stellen, die aus der Perspektive der früheren B-Komachi-Migtliedern erzählt werden, deuten auf den Neid gegenüber Hoshino hin, die als das „perfekte und ultimative Idol“ beschrieben wird. Die zweite Hälfte mit Ais Perspektive gibt ihre eigene Sicht auf ihre Geheimnisse über ihre Lügen, ihre Gier und ihre Unvollkommenheit wieder. Außerdem reflektiert sie ihre Rolle als Mutter für Ruby und Aqua.

„I thought that if the opening theme song was always one about what Ai was thinking when she was alive, what happened to her, and her love for Aqua and Ruby, that people would never forget about Ai, and she would become a legend.“

„Ich dachte, dass die Leute Ai niemals vergessen und sie zu einer Legende werden könnte, wenn das Lied über ihre [Ai] Gedanken zu ihren Lebzeiten, ihre Hintergrundgeschichte und ihre Liebe für Aqua und Ruby handeln würde.“

Am 26. Mai 2023 erschien eine englischsprachige Version des Liedes. Der Liedtext wurde von Konnie Aoki übersetzt. Bei der Produktion des Liedes übernahm BFNK die Gesangsregie. Die englische Version arbeitet an vereinzelten Stellen mit einem einfachen Reimschema, wie beispielsweise in der zweiten Strophe. Zudem klingen manche Stellen in der offiziellen englischen Liedversion dem japanischen Original sehr ähnlich. Zum Beispiel hört sich That emotion im ersten Refrain fast genauso wie Dare mo (誰も) an.

### Aufbau und Inhalt
Das Lied beginnt mit einem Intro, worauf die ersten beiden Strophen folgen, bevor es über einen Prechorus in den eigentlichen Refrain übergeht. Dem schließt sich die dritte Strophe an, die als Rap vorgetragen wird und am Ende direkt in den Refrain übergeht, welcher sich textlich vom ersten Refrain unterscheidet. Danach folgt eine Bridge, die ebenfalls als Rap dargeboten wird und dem sich erneut ein Prechorus sowie ein Refrain mit abermals geändertem Text anschließen. Das Lied endet danach mit einem Outro.
Im Liedtext, der von Ayase in japanischer Sprache geschrieben wurde, sind mehrere Anspielungen auf den Manga und deren Anime-Umsetzung Oshi no Ko zu finden. So werden die Kinder von Ai Hoshino in der Bridge namentlich erwähnt. Der Teil des Liedtextes, in welchem es heißt, dass „Lügen die höchste Form der Liebe“ darstellen, spielt auf die Szene im Manga an, in der Ai Hoshino mit ihrem Arzt ein Gespräch auf dem Dachgeschoss des Krankenhauses führen. Das Outro des Liedes ist eine Anspielung auf die Szene im Manga, in der Ai sterbend „Ich liebe euch“ zu ihren Kindern sagt. Laut Ayase spiegelt das Lied lediglich das Ende der ersten Episode der Anime-Fernsehserie bis zu eben jenem Moment wider.
| „What did you eat today? What book do you love? Whenever you go out for fun, tell me, where do you go? Haven't eaten anything It's a secret, unknown Any questions you're facing, always acting so vaguely“ – 1. Strophe der englischen Version des Liedes | Bereits im Intro, welches als Rap vorgetragen wird, werden Ais Eigenschaften und Fähigkeiten auf dem Punkt gebracht: Ihr unbesiegbares Lächeln, dass die Medien aufheizt, sowie ihre Fähigkeit, nichts nach außen dringen zu lassen, sodass ihre mysteriöse Seite aufrechterhalten bleibt und ihre Schwächen verbirgt. Sie sei eine perfekte Lügnerin und Idol auf höchstem Niveau. Der erste Teil der ersten Strophe ist aus der Sicht eines Fans oder den Medien geschrieben, die Ai mehrere Fragen über ihre Hobbys und Tätigkeiten stellen, die im zweiten Teil der ersten Strophe aus Sicht Ais negativ beantwortet werden. Dieser Teil des Liedes repräsentiert Ais Fähigkeit, Fragen gekonnt auszuweichen und ihre mysteriöse Seite aufrechtzuerhalten. In der zweiten Strophe wird dieses Schema auf eine ähnliche Weise fortgesetzt. Der Prechorus ist teilweise aus der Sicht des Idols Ai geschrieben, die sagt, dass sie nicht wisse, wie es sich anfühlt in jemanden verliebt zu sein und nicht mehr zwischen Wahrheit und Lüge unterscheiden zu können. Diese Passage, die aus ihrer Perspektive geschrieben wurde, ist der introspektivste Teil des Liedes. Der Refrain ist wiederum aus der Sicht einer dritten Person verfasst. |

Die darauffolgende dritte Strophe wurde aus der Sicht eines Mitglieds der Idol-Gruppe B-Komachi verfasst, in der Ai die Anführerin war. In dieser Strophe werden die Gefühle der Person Ai gegenüber erklärt, die sich als Unzufriedenheit, Neid und Hass, aber auch als Selbstzweifel äußern. Der zweite Refrain ist abermals aus der Sicht einer dritten Person geschrieben. Die Bridge, der Prechorus, der Refrain und das abschließende Outro sind komplett aus Ais Sicht geschrieben, die sich selbst und ihr Verhalten reflektiert und hofft, dass ihre bisherigen Lügen, die sie selbst als Zeichen ihrer Liebe anderen – ihren Fans und ihrer Familie – gegenüber bezeichnet, eines Tages zur Wahrheit werden.
Im Lied sind an mehreren Stellen Anfeuerungsrufe von Fans zu hören. Im Break, wo die Schnelligkeit des Liedes zugunsten eben jenes Anfeuerns abgebaut wird, verdeutlicht die Vorrangigkeit des Motivs der Liebe im Bezug auf die Charakterisierung Ais und ihre Rolle als Idol. Weiterhin verdeutlicht wird dieser Aspekt durch den Liedtext, welcher ein direktes Zitat aus der Vorlage 45510 darstellt. Das Anfeuern selbst wird als Gegenstellung des unheimlich klingenden Chorals unmittelbar nach dem Intro beschrieben. Der Choral repräsentiert den gesamten Druck der Fangemeinde auf ein Idol, verdeutlicht durch die Stelle „you are my saving grace“.

## Mitwirkende
| Musiker - Ayase – Produktion, Komposition, Songwriting - Ikura – Gesang - Aka Akasaka – Textvorlage - Real Akiba Boyz – Gangshouts - Ebony Bowens – Begleitchor - Chloe Kibble – Begleitchor - Marista Stubbs – Begleitchor - Imani J. Dawson – Begleitchor - Kyte – Begleitchor - Lyle Carr – Begleitchor - Andrew Soda – Begleitchor - Konnie Aoki – Begleitchor, Songwriting (Chor), Übersetzung - BFNK – Übersetzung, Aufnahmeregie (Gesang, englische Version) | Musikvideo - Dōga Kōbō – Animationsstudio - Naoya Nakayama – Regie - Kanna Hirayama – Charakterdesign Aufnahme - Takayuki Saitō – Tonaufnahme (Gesang) - Kunio Nishikawara – Tonaufnahme (Gesang, Englishe Version) - Hiroaki Okuda – Tonaufnahme (Hintergrundgesang, Gangshouts) - Masahiko Fukui – Mixing - Hidekizu Sakai – Mastering Vertrieb - Sony Music Entertainment Japan – Musiklabel - Orchard Enterprises Music – Verlag - Sony Music Publishing – Verlag |

## Veröffentlichungshistorie

Schriftzug der japanischen Single (digital und CD).

Schriftzug der englischsprachigen Version des Liedes (digital).

Idol wurde offiziell am 12. April 2023 auf digitaler Ebene als Download und Stream weltweit mitsamt einem Musikvideo veröffentlicht, welches im Animationsstudio Dōga Kōbō unter der Regie von Naoya Nakayama entstand. Die Veröffentlichung für den 12. April wurde von den Mitgliedern von Yoasobi während eines Konzerts, welches die Gruppe eine Woche zuvor im Rahmen ihrer ersten Konzerttour absolvierte, bekanntgegeben. Bei diesem Konzert in Nagoya wurde das Lied als Zugabe erstmals live gespielt.
Einen ersten Ausschnitt des Liedes konnte vorab in einem Trailer zur Animeserie Oshi no Ko gehört werden. Der ganze Song wurde erstmals am 17. März 2023 im Rahmen einer Vorführung gespielt, bei der die knapp 90 Minuten umfassende erste Episode der Animeserie – Eine Mutter und ihre Kinder a – auf nationaler Ebene in 50 Kinos gezeigt wurde.
Am 21. Juni 2023 erschien die CD-Single in limitierter Auflage über Sony Music Entertainment Japan, die zudem die englischsprachige Version, die gekürzte Fernsehversion und eine instrumentale Fassung des Liedes enthält. Die englischsprachige Version des Liedes erschien am 26. Mai 2023 auf digitaler Ebene. Der CD liegt unter anderem eine Postkarte, ein Acryl-Schlüsselanhänger sowie die Kurzgeschichte 45510 von Aka Akasaka bei, die als Basis für den Liedtext dient.
Knapp einen Monat nach der physischen Herausgabe der Single auf CD erfolgte die Veröffentlichung der Single als 7-Zoll-Vinyl-Schallplatte, ebenfalls bei Sony Music Entertainment Japan. Außerhalb Japans erschien die CD-Version der Single erstmals am 30. Juni 2023 Taiwan. Das US-amerikanische Musiklabel Milan Records kündigte zwischenzeitlich an, eine 12-Zoll-Vinyl-Schallplatte der Single zu veröffentlichen, auf deren B-Seite das Lied Tabun in drei unterschiedlichen Versionen zu hören ist. Diese Single-Version erschien am 15. November 2024; wenige Wochen darauf folgte eine Veröffentlichung der Vinyl-Schallplatte beim Kölner Label Black Screen Records.
Am 1. September 2023 gaben die Musiker bekannt, dass das Lied auf der EP The Book 3 enthalten ist. Diese wurde am 4. Oktober gleichen Jahres veröffentlicht. Die englischsprachige Fassung des Liedes ist auf der EP E-Side 3 zu finden, welche am 12. April 2024 auf digitaler Ebene veröffentlicht wurde.
| Veröffentlichungen |                   |                               |                                       |               |               |
| Region             | Datum             | Format                        | Label                                 | Katalognummer | Quellen       |
| Weltweit           | 12. April 2023    | Musikdownload, Musikstreaming | SMEJ, Orchard Enterprises Music       |               | [ 40 ] [ 41 ] |
| Weltweit           | 26. Mai 2023      | Musikdownload, Musikstreaming | SMEJ, Orchard Enterprises Music       | [ 39 ]        |               |
| Japan              | 21. Juni 2023     | Compact Disc                  | Sony Music Entertainment Japan (SMEJ) | XSCL-73       | [ 54 ] [ 47 ] |
| Japan              | 26. Juli 2023     | Vinyl                         | Sony Music Entertainment Japan (SMEJ) | XSKL-2        | [ 29 ]        |
| Taiwan             | 30. Juni 2023     | Compact Disc                  | Sony Music Taiwan                     | XSCL-73       | [ 49 ]        |
| Weltweit           | Juli 2023         | Compact Disc                  | Sony Music Entertainment Japan (SMEJ) | XSCL-73       | [ 55 ]        |
| Nordamerika        | 5. August 2023    | 7-Zoll-Vinyl                  | Sony Music Entertainment Japan (SMEJ) | XSKL-2        |               |
| Taiwan             | 18. August 2023   | 7-Zoll-Vinyl                  | Sony Music Taiwan                     | XSKL-2        | [ 56 ]        |
| Weltweit           | 15. November 2024 | 12-Zoll-Vinyl                 | Milan Records                         |               | [ 50 ]        |
| Weltweit           | Dezember 2024     | 12-Zoll-Vinyl                 | Black Screen Records                  |               | [ 51 ]        |

## Musikvideos
Am 12. bzw. 13. April 2023 um 12:30 (JST) wurde ein offizielles animiertes Musikvideo auf Ayases YouTube- und Niconico-Profil veröffentlicht. Dieses Musikvideo entstand wie die Animeserie unter der Regie von Naoya Nakayama im Animationsstudio Dōga Kōbō, wobei das Charakterdesign von Kanna Hirayama entworfen wurde. Im Video werden die gleichen visuellen Elemente verwendet, wie sie in der Animeserie zu sehen sind, um die „farbenfrohe und gleichzeitig düstere Symbolik von Ai und ihren Kindern Aqua und Ruby“ darzustellen. Am 26. Mai 2023 (JST) veröffentlichte das Duo eine englischsprachige Version des Musikvideos.
Beide Videos zeigen Ai Hoshino vor pinken und gelben oder schwarzem Hintergrund in verschiedenen Positionen, wobei die Hintergründe ihre fröhliche oder ihre mysteriöse Seite repräsentieren. In der Sequenz zum ersten Prechorus sieht man beide Versionen von Ai auf ein großes Herz zugehen. Als beide dieses berühren, zerplatzt dieses Herz in viele kleine Herzchen. Im zweiten Prechorus zeigt dieses Herz Brüche auf und ist bandagiert. In den ersten beiden Refrains sieht man eine Person in einem Hasenkostüm vor Publikum performen, die von dieser Choreografie begeistert sind und ihre Leuchtstäbchen zücken. Ai Hoshino beobachtet in der Sequenz zum zweiten Refrain diesen Auftritt vor dem Fernsehen, trägt dabei das Kostüm und hält die Maske in ihrer Hand. Im finalen Refrain wird Hoshinos Bühnenauftritt gezeigt, den ihre Kinder im Fernseher sehen. Hoshino erscheint in einer späteren Sequenz der Szene, lässt die Hasenmaske fallen und umarmt ihre Kinder, bevor sie verschwindet. Die letzte Szene zeigt Aqua und Ruby, die einander ansehen und endet mit einem Heranzoomen an das Fernsehgerät, welches sich selbst abschaltet. Die Szene, in der Aqua und Ruby als Oberschüler ihre Mutter im Fernsehen sehen, kommt im Anime nicht vor. Regisseur Naoya Nakayama beschrieb diese Szene in einem Interview mit Anan als „Welt, die Ai selbst sehen wollte.“
Bereits eine Woche nach der Veröffentlichung des Musikvideos in Originalsprache wurde am 19. April 2023 die 90-sekündige Einspielsequenz auf dem YouTube-Kanal der Anime-Fernsehserie hochgeladen, die knapp zwei Monate später knapp 20 Millionen Mal angesehen wurde. Ein Performance-Video zum Lied vom 4. Juni 2023 in der Saitama Super Arena, welches während der Denkosekka Arena Tour aufgenommen wurde, erschien am 28. Juni 2023 auf der YouTube-Präsenz von Ayase und Yoasobi.
Auf YouTube avancierte dieses Video zu einem Hit und erreichte innerhalb von nur 36 Tagen mehr als 100 Millionen Aufrufe. Auf Nico Nico hingegen wurde das Musikvideo hingegen lediglich etwas mehr als drei Millionen Mal aufgerufen (Stand: 20. Mai 2023). Ende Juni wurde die Marke von 200 Millionen Aufrufe überschritten, während die Aufrufe auf Nico Nico zu diesem Zeitraum bei 5,3 Millionen lagen (Stand: 29. Juni 2023). Laut Oricon war das Musikvideo zu Idol das meistgesehene musikbezogene Video des Jahres 2023 auf YouTube in Japan. Am 7. Juli 2024 erreichte das Musikvideo 500 Millionen Aufrufe, so schnell wie kein anderes Musikvideo des Duos zuvor.
Die englischsprachige Version wurde zwischenzeitlich 38 Millionen Mal auf YouTube abgerufen (Stand: 22. August 2024). Das Live-Video verzeichnet rund 79 Millionen Videoabrufe (Stand: 22. August 2024).

## Coverversionen
Am 10. Juni 2023 coverte das japanische Idol und Model Airi Suzuki das Lied im Rahmen des YouTube-Programms Dōga, Hajimete Mimashita des Fernsehsenders TV Asahi. Das Video wurde innerhalb des ersten Tages eine Million Mal aufgerufen. Im August gleichen Jahres sang sie das Lied in einem Medley im Rahmen eines Auftritts bei Rock in Japan. Der Sänger und Schauspieler Yūya Tegoshi – ein ehemaliges Mitglied der Idol-Gruppe NEWS – sang das Lied auf seinem finalen Konzert seiner nationalen Konzertreise und veröffentlichte eine Live-Aufzeichnung dieser Performance am 31. Mai 2023 auf seinem YouTube-Kanal. Im Halbfinale der zwölften Staffel der Musikshow Mask Singer, dem thailändischen Ableger von The Masked Singer, sang eine Kandidatin unter dem Bühnennamen Siberian das Lied. Hinter der Maske verbarg sich die Sängerin Jorin Khumpiraphan, Mitglied der Idol-Gruppe 4Eve. Die japanische Jazz-Saxophonistin Yucco Miller coverte das Lied und veröffentlichte zunächst ein Musikvideo auf ihrem YouTube-Kanal. Anfang September wurde bekannt, dass diese Coverversion auf ihrem fünften Studioalbum Ambivalent enthalten ist. Nene Hieda und Kyōko Moriya. zwei Mitglieder der Idol-Gruppe Dialogue+, sangen das Lied im Rahmen des Projektes CrosSing und veröffentlichten ein Musikvideo auf YouTube. Diese Coverversion ist auf dem Coveralbum CrosSing Vol.3 zu finden. Toshimitsu Deyama, Sänger der japanischen Rockband X Japan, coverte das Lied im Rahmen einer dreistündigen Spezialsendung des Programms Music Station, die am 29. September im Fernsehen gezeigt wurde. Auch Synchronsprecherin Rie Takahashi, die in Oshi no Ko Ai Hoshino ihre Stimme lieh, sang das Lied am 26. November 2023 im Rahmen einer Franchise-Veranstaltung in der Makuhari Messe. Am 2. Februar 2024 wurde ein Musikvideo von Takahashis Coverversion auf dem offiziellen YouTube-Kanal der Anime-Produktion veröffentlicht.
Weitere Coverversionen wurden von der japanischen VTuberin Mori Calliope und der südkoreanischen Sängerin Dazbee auf ihren YouTube-Kanälen hochgeladen. Der Schulmusikclub der Osaka Tōin Mittel- und Oberschule, welcher bereits in der Vergangenheit mit dem Duo zusammengearbeitet hatte, veröffentlichte eine Coverversion des Liedes auf ihrem YouTube-Kanal. Tim Henson, Gitarrist der US-amerikanischen Rockband Polyphia veröffentlichte ein knapp 90-sekündiges Video, in welchem er einen Teil des Liedes mit seiner Gitarre nachspielt. Die Sängerin Ayaka Hirahara spielte auf dem FNS Music Festival gemeinsam mit der Tanzgruppe Avantgardey eine im Opernstil gehaltene Version des Liedes. Die Enka-Sängerin Aya Shimazu sang das Lied am 15. Juli 2023 in der Musiksendung Ongaku no Hi. Ebenso coverte die koreanische Sängerin Eunha, Mitglied der K-Pop-Gruppe Viviz, das Lied und veröffentlichte ihre Version des Stückes auf YouTube.
Das Lied ist im Smartphone-Rhythmusspiel BanG Dream! Girls Band Party! spielbar. Im Spiel wird das Stück von der fiktiven Idol-Gruppe Pastel*Palettes interpretiert. Diese Coverversion wurde am 17. März 2024 auf digitaler Ebene herausgegeben. Zudem ist diese Version auf dem Coveralbum BanG Dream! Girls Band Party! Cover Collection Vol. 9 enthalten, welches am 30. Oktober 2024 auf dem japanischen Markt erschien.
Daneben existieren auf YouTube auch inoffizielle Lokalisierungen des Liedes, unter anderem auf Deutsch, Russisch, Spanisch, Französisch und Indonesisch.

## Fernsehauftritte
Coverversionen von Idol wurden in diversen Fernsehformaten gezeigt. Erstmals wurde am 14. September 2023 im Rahmen der Sendung NHK Music Expo ein Live-Mitschnitt zur Performance des Liedes, der während eines Festivalauftritts auf dem Summer Sonic entstand, im Fernsehen gezeigt. Eine Woche später waren die Musiker in der koreanischen Musiksendung M Countdown des Senders Mnet zu sehen, wo sie Idol zum ersten Mal live im Fernsehen spielten.
Am 22. Dezember 2023 wurde angekündigt, dass das Lied als Wettbewerbsbeitrag im Rahmen des Kōhaku Uta Gassen am Neujahrsabend gespielt werde. Bei ihrer Performance im Rahmen des Musikwettbewerbs teilte sich die Gruppe die Bühne mit mehreren Sängern und Sängerinnen der Idol-Gruppen Seventeen, Le Sserafim, MiSaMo, JO1, Stray Kids, NewJeans, BE:FIRST, Nogizaka46, Sakurazaka46, NiziU, sowie der Sängerin Ano, der Moderatorin und ex-Idol Kanna Hashimoto, der Tanzgruppe Avantgardey und der Breakdance-Gruppe Real Akiba Boyz. Die gemeinsame Choreografie wurde von Sota Kawashima angeleitet. Der Auftritt wurde im Allgemeinen äußerst positiv wahrgenommen, von einigen Fans des K-Pop aber auch harsch kritisiert. Diverse K-Pop-Fans sahen in der Performance die Musiker ihrer Lieblingsgruppen in die Rolle von Backuptänzern herabgesetzt. Andere Fans der Musikrichtung hingegen sahen in diesem Auftritt einen Beweis für die internationale Dominanz des K-Pop.
Zuvor wurde das Lied im japanischen Fernsehen lediglich von anderen Musikern gecovert.
| Auftritte im Fernsehen |               |                   |        |                                  |         |
| Jahr                   | Datum         | Format            | Sender | Anmerkungen                      | Quellen |
| 2023                   | 14. September | NHK Music Expo    | NHK    | Live-Mitschnitt vom Summer Sonic | [ 94 ]  |
| 2023                   | 21. September | M Countdown       | Mnet   | erste Live-Performance           | [ 95 ]  |
| 2023                   | 31. Dezember  | Kōhaku Uta Gassen | NHK    | Wettbewerbsbeitrag               | [ 91 ]  |
| 2024                   | 03. Dezember  | The Show          | SBS M  | mit dem Lied New Me aufgeführt   | [ 96 ]  |

## Besprechungen
Motohiko Tokuriki verglich Idol mit dem Lied Shinunoga E-wa von Kaze Fujii, welches im Vorjahr zu einem internationalen Hit werden konnte und kommentierte, dass Idol Potenzial habe, die japanische Musikindustrie international bekannt zu machen. Begründet wurde dies mit dem weltweiten Erfolg des Liedes nach dessen Veröffentlichung. MarSali schrieb auf UtaTen, dass das Lied anhand Ai Hoshino als Beispiel die Persönlichkeit eines Idols aus verschiedensten Perspektiven beleuchte, während Mio Komachi von Real Sound befand, dass Idol aus der Diskografie des Duos hervorsteche und die „Essenz eines Vocaloid-Stückes“ spüre. Die Musikkritikerin Suzie Suzuki bezeichnete das Lied in einem Artikel für Yahoo! Japan als eine Parodie von Kyōko Koizumis im Jahr 1985 veröffentlichtes Werk Nantettatte Idol sowie von japanischen Idols der 2010er Jahre und kommentierte, „dass Yoasobis Idol eine Metastruktur erreicht habe, die dieses Lied mehr wie ein Idol-Lied wirken lassen als klassische Idol-Lieder.“ Miho Takahashi bezeichnete das Lied in ihrer Besprechung für das japanische Musikmagazin Rockin’On Japan als „perfektes Werk, welches man nicht besser hätte machen können.“ Shi schrieb für Mikiki, dass das Lied eine wilde musikalische Mischung ist, der zu Beginn an den erfolgreichen K-Pop-Sound von Blackpink und aespa anspiele, während der orchestrale Einschub am Anfang des Liedes Ähnlichkeiten zum Lied Guren no Yumiya von Linked Horizon erwecke. Das Lied weise zudem Anleihen bekannter Vocaloid-Stücke auf. Der mittlere Teil des Liedes werde musikalisch vom Trap Metal beeinflusst, wobei hier Ghostemane als Inspiration genannt wird. Auch könne das Lied phasenweise als Denpa Song bezeichnet werden.
Danny Guan beschreibt Idol in seiner Auflistung der zehn besten Anime-Vorspanntitel der Frühjahr-Saison für Game Rant als „perfekte Darstellung des Charakters Ai Hoshino“ und befindet, dass das Duo „es mit Leichtigkeit schaffe, von brodelten Rap-Strophen zu energischen J-Pop-Melodien zu springen und dabei die Stimmung gekonnt zu kontrollieren“. Joshua Fox schrieb am 25. Mai 2023 in seinem Artikel für Game Rant über die Veröffentlichung der englischsprachigen Version des Liedes, dass diese an die japanische Version nicht heranreichen kann, da der Liedtext eine fast exakte Übersetzung aus dem Japanischen sei und keine Alliterationen aufweise. Einen weiteren Kritikpunkt machte er in der Übersetzung aus und verglich dies mit dem Lied Hikari von Hikaru Utada, die das Lied für eine englischsprachige Lokalisierung komplett umschreiben musste und später unter dem Titel Simple & Clean veröffentlichte. Dennoch sei das Lied auf seine eigene Weise großartig und weise einen guten Rhythmus auf. Nick Valdez von Comicbook.com schrieb hingegen, dass das Duo es schaffe, „den Geist des Originals zu bewahren“ und die Musikwelt mit ihrer Interpretation des Animevorspanns im Sturm zu erobern. Auch Gumi, die das Lied in ihrem Artikel für Cinema+ analysierte, lobte die englisch übersetzte Version dafür, dass die Botschaft des japanischen Originals größtenteils beibehalten wurde. Patrick St. Michel bezeichnete Idol in seinem Artikel für die englischsprachige japanische Zeitung The Japan Times als eine Single, die den J-Pop anno 2023 definieren könne und beschrieb das Lied als eine variierende Mischung, der seine musikalischen Einflüsse unter anderem von Konzertlocations in Akihabara und dem Atlanta Hip-Hop bezieht. Das Lied hebe die Handlung des Anime durch Namedropping hervor, was selbst für Anison-Lieder eine Seltenheit ist. Andererseits schrecke das Lied nicht davor zurück unerwartete musikalische Richtungen einzuschlagen, wie etwa im Sisters-of-Mercy-artigen Kirchenchor oder durch den Einsatz von Basslinien. Idol sei orientierungslos, aber dennoch sehr eingängig.
Prapti Upadhayay schrieb in einem Artikel für die Hindustan Times, dass die Gruppe in Idol fesselnde Melodien, starke Songtexte und eine faszinierende Performance biete, die den Zuhörer mitfühlen lassen. Jan Lee bezeichnete in ihrer Liedvorstellung für The Straits Times das Lied als eine „überaus heitere Pop-Nummer, die wahrscheinlich als satirischer Fingerzeig auf die bubblegum-artige Natur der nationalen Popmusikbranche gedacht ist“, denn der fröhliche Klang verberge den äußerst düsteren Liedtext, welcher die Scheinheiligkeit der japanischen Idol-Industrie kommentiere. Laut JX Soo vom New Musical Express verwirbele das Lied in einem Tornado verschiedenste Klänge, um das komplexe Narrativ des Liedes widerzuspiegeln. So werden ein düsterer Subbass, K-Pop-ähnliche Rap-Breaks sowie ein orchestraler Gospel erkannt, bevor das Lied in einen katharsischen Refrain fröhlich wirkende Synths übergehe, welche an Ikonen der japanischen Popmusik wie Kyary Pamyu Pamyu oder dem Yellow Magic Orchestra erinnere.
Brandon Raeburn vom englischsprachigen Online-Musikmagazin Bandwagon beschrieb Idol als ein „genial zusammengesetztes Stück Kunst von einem Musikerduo, welches Liebe in ihre Arbeit steckt.“ Es sei viel mehr als ein eingängiges Lied, das man nach einem Monat Tanzen wieder vergisst. Gelobt wurden sowohl Ayase, der es schaffte Trap, Pop, elektronische Klänge und chorale Gesänge geschickt zu kombinieren, als auch Singer-Songwriterin Ikura, die ihre gesamte Stimmbreite zur Schau stellt, indem sie mühelos zwischen hohen Tönen und Rapgesang im tieferen Register wechselt. Lynzee Loveridge von Anime News Network listete Idol als ihren Anime-Song des Jahres 2023 und beschrieb das Lied als wahnsinnig eingängig mit einer Mischung aus einem engelhaften Refrain und rasanten Strophen.

### Bestenlisten
| Publikation                   | Liste                                         | Platzierung  | Quellen |
| ----------------------------- | --------------------------------------------- | ------------ | ------- |
| Bandwagon                     | Top Songs of 2023                             | ohne Ranking | [ 106 ] |
| Destructoid                   | Top 10 Best Anime Openings of All Time        | 5. Platz     | [ 108 ] |
| Genius.com                    | 50 Best Songs of 2023                         | 30. Platz    | [ 109 ] |
| IGN Entertainment (Brasilien) | The 7 Best Anime Openings of 2023             | 6. Platz     | [ 110 ] |
| Jrock News                    | Top 25 Anime Opening and Ending Songs of 2023 | ohne Ranking | [ 111 ] |
| Kincir                        | Best Anime Openings of 2023                   | ohne Ranking | [ 112 ] |
| Metro World News              | The 7 Best Anime Openings of 2023             | 3. Platz     | [ 113 ] |
| The Nerd Stash                | Top 10 Anime Openings of 2023                 | 1. Platz     | [ 114 ] |
| Screen Rant                   | 10 Best Anime Openings of 2023                | 1. Platz     | [ 115 ] |
| South China Morning Post      | The Best Songs of 2023                        | ohne Ranking | [ 116 ] |
| Yahoo! News Japan             | Suzie Suzuki’s Best Ten of the Year           | 4. Platz     | [ 117 ] |

## Kommerzieller Erfolg

### In Japan

#### Oricon
Da Idol zunächst nur als Musikdownload und im Musikstreaming veröffentlicht wurde, war das Lied in den offiziellen japanischen Singlecharts von Oricon nicht einstiegsberechtigt. Stattdessen stieg das Stück in der Woche nach seiner digitalen Veröffentlichung auf Platz eins der Streamingcharts bzw. Platz zwei der Digital-Singlecharts ein, die ebenfalls von Oricon erhoben werden. Später erreichte das Lied in beiden Charts die Spitzenposition und konnte diese Platzierung drei Wochen lang ununterbrochen behaupten. Idol verblieb mit Unterbrechungen insgesamt zehn Wochen lang auf Platz eins der Digital-Singlecharts, während es in den Streamingcharts 22 Wochen lang am Stück die Spitzenposition innehatte. Nachdem am 30. Mai 2023 eine englischsprachige Version des Liedes veröffentlicht wurde, stieg es in der Folgewoche auf Platz acht der Digital-Singlecharts von Oricon ein. Oricon zeichnete Idol als erfolgreichste digital veröffentlichte Single des ersten Halbjahres 2023 aus.
In den kombinierten Singlecharts von Oricon, die sowohl physische Verkäufe als auch Musikdownloads und Musikstreamings berücksichtigt, stieg Idol zunächst auf Platz fünf ein und kletterte in den folgenden Wochen bis auf Platz zwei. Am 26. Mai 2023 vermeldete Oricon, dass das Lied die Chartspitze der kombinierten Singlecharts erreichen konnte. Nachdem Idol am 31. Dezember 2023 auf dem Kōhaku Uta Gassen aufgeführt wurde, erreichte das Lied abermals den ersten Platz der kombinierten Singlecharts.
Mit der Tonträgerveröffentlichung am 21. Juni 2023 war Idol in den offiziellen Oricon-Singlecharts einstiegsberechtigt. In der ersten Verkaufswoche konnten ca. 49.000 Tonträger abgesetzt werden, was Platz zwei in den Singlecharts bedeutete. Insgesamt hielt sich die Singleveröffentlichung zehn Wochen lang in den heimischen Musikcharts auf.

#### Billboard Japan
In den Billboard Japan Hot 100 erreichte Idol auf Anhieb Platz eins und konnte diese Position 21 Wochen lang behaupten. In der Woche des 13. September 2023 wurde das Stück von den Liedern Dangerholic von Snow Man, King Gnus Specialz und Bite Me der K-Pop-Gruppe Enhypen entthront. Im Januar 2024 erreichte das Lied erneut den ersten Platz der Billboard Japan Hot 100.
In den Streamingcharts von Billboard Japan verblieb das Lied zunächst 21 Wochen lang am Stück auf der Spitzenposition. Mit Unterbrechungen war das Lied insgesamt 24 Wochen lang an der Chartspitze der Streamingcharts vertreten, unter anderem bedingt durch die Verleihung der Japan Record Awards und der Performance des Liedes beim Kōhaku Uta Gassen zum Jahresende. In den Hot-Animation-Charts von Billboard Japan, die ausschließlich Animesongs berücksichtigt, stieg das Stück auf Platz eins ein und verteidigte diese Platzierung 21 Wochen lang. Insgesamt hielt sich Idol mit Unterbrechungen für 37 Wochen an der Chartspitze der Hot-Animation-Charts auf.
In den Halbjahrescharts von Billboard Japan landete Idol hinter Subtitle von Official Hige Dandism und Kenshi Yonezus Kick Back auf Platz drei. Erwähnenswert hierbei ist, dass diese beiden Lieder wesentlich früher veröffentlicht wurden als Idol, welches knapp zwei Monate vor Erhebung der Halbjahrescharts auf dem Markt kam. In den Download-Halbjahrescharts erreichte das Lied sogar den ersten Platz.

### Weltweit
In den Billboard Global (excl. US) stieg das Lied in der Veröffentlichungswoche auf Platz 135 und stieg in der Folgewoche um 130 Platzierungen nach oben. Idol wurde damit zum zweiten Lied der Gruppe, das eine Top-10-Position in diesen Charts erreichen konnte. Nach der Herausgabe der englischsprachigen Variante des Liedes schaffte es Idol als erstes japanischsprachiges Werk überhaupt an die Chartspitze der Billboard Global (excl. US), während die lokalisierte Version auf Platz sechs einstieg.
In den Billboard Global 200 stieg das Lied zunächst auf Platz 14 ein und erreichte zwei Wochen später Platz neun. Es ist nach LiSAs Homura das zweite japanischsprachige Lied, das eine Top-10-Platzierung in den Billboard Global 200 erreichen konnte. Mit Platz sieben erreichte das Stück die beste Positionierung eines japanischsprachigen Werkes in den Billboard-Global-200-Charts.
In Südkorea stieg Idol zunächst auf Platz 122 der Download-Charts ein. Drei Wochen später schaffte das Lied den Einstieg in die offiziellen koreanischen Singlecharts. Das Stück erreichte mit Platz 68 seine höchste Positionierung und konnte sich insgesamt 28 Wochen lang in den Circle Charts behaupten. b Der musikalische Erfolg des Liedes in Südkorea wurde unter anderem durch die Verbreitung in den sozialen Medien wie TikTok oder Instagram zurückgeführt. Nachdem sich ein Erfolg auf dem nationalen Musikmarkt abzeichnete, begannen japanische Mitglieder verschiedener K-Pop-Gruppen Tanzvideos auf unterschiedlichen Plattformen hochzuladen, wodurch das Lied einem breiteren Publikum bekannt gemacht wurde. Einen weiteren Grund für den musikalischen Erfolg des Liedes machte Musikproduzent Akimitsu Honma an dessen Klang aus, welcher von wechselnden Tonarten und Melodien geprägt ist, sowie Rapgesang als auch Gangvocals beinhaltet. Honma legte weiteres Augenmerk auf die Melodie im Refrain und hob hervor, dass in der Musik japanischer Idols die traditionelle Yonanuki-Skala verwendet wird, welche auf die Töne F und D verzichtet. Auch bei der Nutzung dieser Tonleiter könne, laut Honma, ein weltgewandter Klang erreicht werden.
In Neuseeland wurde ein Charteinstieg in den offiziellen Singlecharts verpasst. Stattdessen gelang der Einstieg in den Hot-Singles-Charts. Weitere internationale Charteinstiege gelang dem Lied in Singapur c sowie in den Billboard-Charts in Taiwan, Hongkong, Malaysia und Vietnam. Am 14. September 2023 kündigte Billboard Japan die Global Japan Songs Charts excl. Japan an, die den Erfolg von Liedern japanischer Künstler auf weltweiter Ebene ermittelt, wobei die Daten des heimischen Marktes nicht in die Chartermittlung einfließen. Idol wurde zum ersten Nummer-eins-Hit dieser Charts und konnte die Chartspitze elf Wochen lang verteidigen. Auch in der Volksrepublik China konnte das Lied trotz Zensur der Animeserie Erfolge feiern. So erreichte Idol die Spitze der Animation-Charts mehrerer Musikanbieter und war 20 Wochen in den Hot-Songs-Charts von QQ Music vertreten.
Laut der International Federation of the Phonographic Industry (IFPI) belegte Idol Platz 19 der kommerziell erfolgreichsten Singles des Jahres 2023 mit 1,01 Milliarden Premium-Streamingaufrufen weltweit.

### Chartplatzierungen
| ChartsChartplatzierungen | Höchstplatzierung | Wochen |
| ------------------------ | ----------------- | ------ |
| Japan (Oricon)           | 2 (10 Wo.)        | 10     |
| Südkorea (KMCA)          | 68 b (28 Wo.)     | 28     |
| Singapur (RIAS)          | 10 c (12 Wo.)     | 12     |

| ChartsJahrescharts (2023) | Platzierung |
| ------------------------- | ----------- |
| Japan (Oricon)            | 90          |
| Südkorea (KMCA)           | 158         |

### Jahresendcharts
In den Jahresendcharts für das Jahr 2023 belegte Idol Platz 42 der Billboard Global 200. Idol landete zudem auf dem 19. Platz der Jahrescharts der Billboard Global (excl. US), womit es die höchste Positionierung eines japanischsprachigen Popliedes in der Geschichte des J-Pop in diesen Jahrescharts erreichte. Das Lied erreichte in den Jahrescharts der Billboard Japan Hot 100 und den Hot-Animation-Charts jeweils Platz eins. Insgesamt verzeichneten die Musiker für das Lied fünf Spitzenpositionen in den Jahrescharts von Billboard Japan für das Jahr 2023. Laut Billboard Japan verzeichnete Idol im gesamten Jahr 2023 mehr als 527 Millionen Streams, knapp 149 Millionen Videoaufrufe und ungefähr 510.000 digitale Verkäufe. Im Folgejahr erreichte Idol den vierten Platz in den Jahrescharts der Billboard Japan Hot 100.
In den von Oricon ermittelten Jahrescharts erreichte das Lied mit 557.000 verkauften Downloads und mehr als 570 Millionen Streamings Platz eins der digitalen Singlecharts, der Streamingcharts sowie der kombinierten Singlecharts. In den offiziellen Jahrescharts von Oricon erreichte Idol Platz 90. In Südkorea endete das Lied auf Platz 158 der Jahrescharts.
In den anbieterbezogenen heimischen Jahresendcharts von Apple Music für das Jahr 2023 belegte Idol den zweiten Platz, im globalen Ranking landete das Lied auf Platz sieben. Im Jahresranking der Streaming-Plattform Spotify erreichte Idol Platz eins in Japan. Der Streaminganbieter KKBox veröffentlichte am 2. Dezember 2023 seine Jahreslisten für Taiwan. Idol belegte den zweiten Platz für die meistgespielten Lieder eines japanischen Künstlers in Taiwan auf KKBox und den ersten Platz der meistgespielten Titellieder einer japanischen Fernsehserie.

### Auszeichnungen für Musikverkäufe
Idol wurde bereits knapp zwei Wochen nach seiner Veröffentlichung in Japan von der Recording Industry Association of Japan zunächst mit einer Goldenen Schallplatte für 50 Millionen Streams bedacht. Im Mai folgte die Gold-Auszeichnung im Download- und Platin im Streaming-Segment. Zwischenzeitlich wurde das Lied in Japan mit Doppelplatin für 500.000 digitale Musikverkäufe ausgezeichnet und erhielt eine Diamantauszeichnung für eine halbe Milliarde On-Demand-Streams.
| Land/Region  | Auszeichnungen für Musikverkäufe (Land/Region, Auszeichnung, Verkäufe) | Verkäufe |
| ------------ | ---------------------------------------------------------------------- | -------- |
| Japan (RIAJ) | —                                                                      | 60.797   |
| Insgesamt    | —                                                                      | 60.797   |

| Land/Region  | Auszeichnungen für Musikverkäufe (Land/Region, Auszeichnung, Verkäufe) | Verkäufe |
| ------------ | ---------------------------------------------------------------------- | -------- |
| Japan (RIAJ) | 2× Platin                                                              | 557.000  |
| Insgesamt    | 2× Platin ·                                                            | 557.000  |

| Land/Region  | Auszeichnungen für Musikverkäufe (Land/Region, Auszeichnung, Verkäufe) | Verkäufe    |
| ------------ | ---------------------------------------------------------------------- | ----------- |
| Japan (RIAJ) | Diamant                                                                | 570.000.000 |
| Insgesamt    | 1× Diamant ·                                                           | 570.000.000 |

## Rekorde

### Streamingzahlen
Fünf Wochen nach seiner Veröffentlichung erreichte Idol die Marke von 100 Millionen Musikstreamings in Japan und konnte so den bisherigen Rekord der koreanischen Boygroup BTS übertreffen. Dessen Lied Butter benötigte zum Erreichen dieser Marke eine Woche länger.
Nach neun Wochen erreichte das Lied 200 Millionen, nach 13 Wochen 300 Millionen, nach 19 Wochen 400 Millionen und nach 28 Wochen eine halbe Milliarde Streamingaufrufe in Japan. Damit benötigte das Lied den kürzesten Zeitraum um diesen Meilenstein zu erreichen. Nach 39 Wochen erreichte Idol 600 Millionen Streamingaufrufe und konnte den bisherigen Rekord um 60 Wochen unterbieten. Diesen hielt bis dahin das Lied Dynamite von BTS. Am 7. August 2024 vermeldete Oricon, dass das Lied in Japan mehr als 800 Millionen Mal gestreamt wurde. Diesen Wert erreichte das Lied 69 Wochen nach seiner digitalen Erstveröffentlichung, so schnell wie kein anderes musikalisches Werk zuvor. Am 5. Februar 2025 überschritt das Lied das Werk die Marke von 900 Millionen Streams.
Idol verzeichnete zwölf Wochen am Stück mehr als 20 Millionen Streamingaufrufe pro Woche. Es avancierte somit zum ersten Lied in der Oricon-Historie, welches diese Werte erreichen konnte. Laut Billboard Japan verzeichnete das Lied in der Woche des 23. Mai 2023 knapp 25,8 Millionen Streamingaufrufe in einer Woche. Damit brach es den bisherigen Höchstwert, den Official Hige Dandism im November des Vorjahres mit ihrem Lied Subtitle aufgestellt hatte. Drei Wochen später überbot das Lied seinen eigenen Rekord auf insgesamt 27,1 Millionen Streamingaufrufe, nur um diesen in der darauffolgenden Woche abermals zu übertreffen.
Im Januar 2024 zeichnete die Recording Industry Association of Japan (RIAJ) Idol mit einer Diamentenen Schallplatte im Streaming-Segment aus. Mit 295 zwischen Erstveröffentlichung des Liedes und der Auszeichnungsbekanntgabe war dies der kürzeste Zeitraum zum Erreichen des Meilensteins seit Verleihungsbeginn für Musikstreamings durch die RIAJ im April des Jahres 2020.

### Videoaufrufe
Das offizielle Musikvideo zu Idol erreichte 36 Tage nach seiner Veröffentlichung auf YouTube die Marke von 100 Millionen Aufrufe. Es wurde dadurch zu dem Musikvideo eines japanischen Künstlers, das den kürzesten Zeitraum zum Erreichen dieses Meilensteins benötigte. Bisher hielt diesen Rekord die japanische Girlgroup NiziU mit ihrem Musikvideo zu ihrem Werk Make You Happy, dass damals 62 Tage brauchte, um diese Marke zu erreichen.

### Chartplatzierungen
Idol verblieb nach seiner Erstveröffentlichung am 12. April 2024 21 Wochen lang am Stück an der Chartspitze der Billboard Japan Hot 100. Es ist der längste Zeitraum, in der ein Lied ununterbrochen die Spitzenposition innehatte. Diesen hielt zuvor die Rockband Official Hige Dandism mit ihrem Stück Subtitle, welches acht Wochen lang ohne Unterbrechung auf Platz eins der Billboard Japan Hot 100 verbrachte. Idol befand sich mit insgesamt 22 Wochen an der Chartspitze der Billboard Japan Hot 100 am häufigsten an der Höchstposition dieser Charts.

## Auszeichnungen und Nominierungen
Idol erhielt zahlreiche Nominierungen und Auszeichnung unterschiedlichster Musik- und Fernsehpreise.
Im Zuge der MTV Video Music Awards Japan erhielt das Lied zwei Auszeichnungen und war in der Kategorie Video des Jahres nominiert. Bei den Billboard Japan Music Awards, die sich nach dem Erfolg eines Liedes innerhalb eines Jahres in den Charts von Billboard Japan richtet, konnte das Stück fünf Preise abräumen. Im Rahmen der Japan Record Awards wurde Ayase für Idol mit dem Kompositionspreis ausgezeichnet. Allerdings sorgte die Nichtberücksichtigung des Liedes in der Hauptkategorie trotz des Erfolges, für Kritik am Musikpreis. Das Verleihungskomitee begründete ihre Entscheidung damit, das eine Nominierung des Liedes aufgrund des düsteren Liedtextes, zu einem möglichen Imageschaden des Musikpreises geführt hätte. Bei den Japan Gold Disc Awards erhielt das Stück vier Auszeichnungen. Dabei wurde Idol unter anderem zum Lied des Jahres in den Bereichen Musikdownload und Musikstreaming gekürt. In den Jahren 2024 und 2025 erhielt das Lied  jeweils den Goldpreis bei den JASRAC Awards als kommerziell erfolgreichste Single in Japan bezogen auf die Lizenzeinnahmen innerhalb eines Fiskaljahres.
Idol wurde bei den Newtype Anime Awards zum zweitbesten Titellied gewählt. Bei den jährlich vergebenen USEN Music Awards des japanischen Medienunternehmens USEN, welches eine Rangliste in vier verschiedenen Kategorien ist, erreichte das Lied Platz sechs in der Kategorie J-Pop und Platz zwei in der Kategorie SNS. Das Lied wurde bei der Erstverleihung der Music Awards Japan in elf Kategorien nominiert und gewann vier Preise.
Auf internationaler Ebene gewann Idol Auszeichnungen bei den Spring 2023 Anime Awards und den Anime Trending Awards der Plattform Anitrendz. Bei Crunchyroll Anime Awards wurde das Stück als bestes Animelied ausgezeichnet. Das Werk erhielt bei den Japan Expo Awards, die auf der Japan Expo vergeben werden, eine Auszeichnung als bester musikalischer Vorspann.
| Jahr | Auszeichnung                    | Kategorie                        | Resultat | Quellen         |
| ---- | ------------------------------- | -------------------------------- | -------- | --------------- |
| 2023 | Anime Song Awards               | Best Work Award                  | Gewonnen | [ 218 ]         |
| 2023 | Anime Song Awards               | Best Anime Song Award            | Gewonnen | [ 218 ]         |
| 2023 | Billboard Japan Music Awards    | Hot 100 of the Year              | Gewonnen | [ 198 ]         |
| 2023 | Billboard Japan Music Awards    | Hot Animation of the Year        | Gewonnen | [ 199 ]         |
| 2023 | Billboard Japan Music Awards    | Streaming Songs of the Year      | Gewonnen | [ 199 ]         |
| 2023 | Billboard Japan Music Awards    | Download Songs of the Year       | Gewonnen | [ 199 ]         |
| 2023 | Billboard Japan Music Awards    | User Generated Songs of the Year | Gewonnen | [ 199 ]         |
| 2023 | CX Awards                       | CX Awards e                      | Gewonnen | [ 219 ]         |
| 2023 | Japan Anime Record Awards       | Anime Song Award                 | Gewonnen | [ 220 ]         |
| 2023 | Japan Record Awards             | Composition Award f              | Gewonnen | [ 200 ]         |
| 2023 | Model Press Entertainment Award | Best J-Pop                       | Gewonnen | [ 221 ]         |
| 2023 | MTV Video Music Awards Japan    | Best Animation Video             | Gewonnen | [ 197 ]         |
| 2023 | MTV Video Music Awards Japan    | Song of the Year                 | Gewonnen | [ 197 ]         |
| 2023 | Spring 2023 Anime Awards        | Favorite Opening Theme Song      | 1. Platz | [ 213 ]         |
| 2023 | TikTok Trend Awards             | Music Category                   | Gewonnen | [ 222 ] [ 223 ] |
| 2023 | XTrend Awards                   | Discovery                        | Gewonnen | [ 224 ]         |
| 2023 | Yahoo! Search Awards            | Musik                            | Gewonnen | [ 225 ]         |
| 2024 | Anime Trending Awards           | Opening Theme Song of the Year   | 1. Platz | [ 214 ] [ 226 ] |
| 2024 | Crunchyroll Anime Awards        | Best Anime Song                  | Gewonnen | [ 215 ] [ 216 ] |
| 2024 | Japan Expo Awards               | Daruma du Meilleur Opening       | Gewonnen | [ 217 ]         |
| 2024 | Japan Gold Disc Awards          | Song of the Year by Download     | Gewonnen | [ 206 ]         |
| 2024 | Japan Gold Disc Awards          | Best 3 Songs by Download         | Gewonnen | [ 206 ]         |
| 2024 | Japan Gold Disc Awards          | Song of the Year by Streaming    | Gewonnen | [ 206 ]         |
| 2024 | Japan Gold Disc Awards          | Best 5 Songs by Streaming        | Gewonnen | [ 206 ]         |
| 2024 | JASRAC Awards                   | Goldpreis                        | Gewonnen | [ 207 ]         |
| 2024 | Reddit Anime Awards             | Best OP – Publikumspreis         | Gewonnen | [ 227 ]         |
| 2024 | Reddit Anime Awards             | Best Short Film – Publikumspreis | Gewonnen | [ 227 ]         |
| 2025 | JASRAC Awards                   | Goldpreis                        | Gewonnen | [ 208 ]         |
| 2025 | Music Awards Japan              | Top Global Hit from Japan        | Gewonnen | [ 212 ]         |
| 2025 | Music Awards Japan              | Song of the Year for Creators    | Gewonnen | [ 212 ]         |
| 2025 | Music Awards Japan              | Best Anime Song                  | Gewonnen | [ 212 ]         |
| 2025 | Music Awards Japan              | Best Music Video                 | Gewonnen | [ 212 ]         |

## In der Populärkultur

### Internet-Phänomen
Ende April des Jahres 2023, wenige Wochen nach der Erstveröffentlichung des Liedes, wurde ein bearbeitetes Video veröffentlicht, welches die Einspielsequenzen von Oshi no Ko und Shin Getter Robo vs Neo Getter Robo miteinander kombiniert. In diesem Video wechselt Idol inmitten des Refrains zum Stück Storm der japanischen Musikgruppe JAM Project. Das Video erlangte in Japan unter dem Titel Kimi wa kanpeki de kyūkyoku no getter (君は完璧で究極のゲッター) Bekanntheit. Es ging viral und wurde in Japan zu einem Internet-Phänomen, welches vom Musikduo Yoasobi sowie dem früheren Bandmitglied des JAM Projects, Ichirō Mizuki, auf Twitter aufgegriffen wurde. Das Meme führte schließlich dazu, dass das Lied Storm am 3. Juli 2023 offiziell auf allen gängigen Musikstreamingplattformen veröffentlicht wurde.
Die Phrase Kimi wa kanpeki de kyūkyoku no getter gewann den Gold Award der Internet Buzzword Awards sowie einen Niconico Award. Zudem erreichte sie den zweiten Platz der Top 20 Words Awards im Rahmen der Internet Buzzwords 100.

### „Idol“-Challenge
Abseits des heimischen Marktes avancierte das Lied vor allem in Südkorea zu einem Hit, nicht zuletzt dank der so genannten „Idol“-Challenge, bei der Menschen zu der Musik des Liedes eine Choreographie aus dem Anime nachahmen und ein Video davon in den sozialen Medien hochladen. Zahlreiche koreanische Idols schlossen sich dem Trend an und veröffentlichten ebenfalls eigene Videos auf TikTok, darunter Mitglieder der Gruppen Twice, Enhypen, NCT und Ateez.
Weitere Persönlichkeiten aus der japanischen und koreanischen Unterhaltungsindustrie, die im Rahmen dieser Challenge Videos im Internet veröffentlichten, umfassen unter anderem auch – teils ehemalige – Mitglieder der Idol-Gruppen Nogizaka46, AKB48, Morning Musume, The Boyz, Le Sserafim, Twice, Enhypen, Billlie, Tempest und Iz*One.
Das Lied inspirierte zudem zahlreiche Nutzer der Social-Media- und Video-Plattformen TikTok und YouTube Shorts zu einer Internet-Challenge, in welcher die Choreographie Ais imitiert wurde. Laut einem Artikel von Chartmetric.com entstanden zwischenzeitlich knapp 250.000 Kurzvideos (ca. 69.000 auf Youtube und 189.000 auf TikTok).